# エッカチャイ・スムレイ
エッカチャイ・スムレイ（泰: เอกชัย สำเร、1988年11月28日 - ）は、タイ王国・サトゥーン県出身のサッカー選手。元タイ王国代表。ポジションはミッドフィールダー。

## 来歴
2012年8月11日、タイ・プレミアリーグのチャイナート戦でハットトリックを達成した。
AFCチャンピオンズリーグ2013のグループリーグ最終節のFCソウル戦でAFCチャンピオンズリーグ初得点を記録した。ラウンド16のFCブニョドコルとの第1戦ではジラワット・マッカロムのフリーキックからヘディングで決勝ゴールを決めた。
2014年1月、バンコク・ユナイテッドFCに加入した。

## 代表歴
U-23サッカータイ王国代表として2010年アジア競技大会に参加した。

## 所属クラブ
ユース経歴
- 2000年 - 2004年  サトゥーン・ユナイテッドFC

シニア経歴
- 2005年 - 2008年  サトゥーン・ユナイテッドFC
- 2008年 - 2011年  タイ・ポートFC
- 2011年 - 2012年  ブリーラムFC
- 2012年 - 2013年  ブリーラム・ユナイテッドFC
- 2014年 - 現在  バンコク・ユナイテッドFC

## タイトル
タイ・ポートFC
- タイFAカップ 優勝 (1) : 2009
- タイ・リーグカップ 優勝 (1) : 2010

ブリーラムFC
- タイ・ディヴィジョン1リーグ 優勝 (1) : 2011

ブリーラム・ユナイテッドFC
- タイ・プレミアリーグ 優勝 (1) : 2013
- タイFAカップ 優勝 (2) : 2012, 2013
- タイ・リーグカップ 優勝 (2) : 2012, 2013
- コー・ロイヤルカップ 優勝 (1) : 2013